# 水乡旅游线城际铁路
水乡旅游线城际铁路为经中华人民共和国上海市、江苏省苏州市、浙江省湖州市、嘉兴市、杭州市的城际铁路。起于示范区客厅站，终于萧山国际机场。其中苏州南站预埋工程已随沪苏湖铁路建成。

## 概况
水乡旅游线线为《长江三角洲地区交通运输更高质量一体化发展规划》都市圈通勤交通网重点工程，亦为轨道上的湖州推进项目，该项目亦列入2021年浙江规划38个铁路建设项目中的8个都市圈市域（郊）铁路建设项目。该线起点上海市青浦区，途经江苏省苏州市吴江区、湖州市南浔区，经练市、桐乡至杭州萧山机场，吴江区内设有江陵、八圻、菀平、平望、盛泽、震泽、桃源共7站，南浔境内约19公里，设南浔站、双林站、练市站三站。该线全长163公里，技术标准160－200公里/小时。其中八圻至南浔与如东经南通苏州至湖州城际铁路共线，其中浙江段共线4.596公里。

## 历史
- 2019年12月11日 在湖州召开的嘉興市-湖州市工作座談會上提出[9]
- 2020年4月15日 该项目纳入《长江三角洲地区交通运输更高质量一体化发展规划》[10]
- 2022年4月25日 江苏省发展改革委员会批复水乡旅游线城际铁路江苏段苏州南站预埋工程，和苏州轨道交通10号线平行共站[11]
- 2022年5月23日 苏州南站预埋工程招标开标[12]
- 2022年7月13日 苏州南站预埋工程开工[13]
- 2024年9月6日 江苏段（省界至八坼站）刊发选址批前公示[14]
- 2024年11月12日 江苏段环境影响评价首次公开信息
- 2025年3月14日 江苏段环境影响评价公布报告书征求意见稿[15]
- 2025年4月28日 初步设计获江苏省发改委批复
- 2025年5月6日 苏州市生态环境局受理环境影响评价报告书[16]
- 2025年5月29日 苏州市生态环境局批复环境影响评价报告书[17]
- 2025年5月23日 上海段（水乡客厅站至省界）环境影响评价公布报告书征求意见稿[18]
- 2025年6月3日 上海段环境影响评价报批前公示[18]
- 2025年6月30日 江苏段举行开工仪式[1]
- 2025年7月1日 上海市生态环境局受理上海段环境影响评价报告书[19]
- 2025年7月25日 上海市生态环境局批复上海段环境影响评价报告书[20][21]

## 车站列表
| 站名      | 里程（米）                    | 站间距 （米）                 | 换乘路线                      | 所在地                        | 所在地                        | 车站类型                      |                              |
| --------- | ----------------------------- | ----------------------------- | ----------------------------- | ----------------------------- | ----------------------------- | ----------------------------- | ---------------------------- |
| ↑直通运行 | █ 示范区线往虹桥2号航站楼方向 | █ 示范区线往虹桥2号航站楼方向 | █ 示范区线往虹桥2号航站楼方向 | █ 示范区线往虹桥2号航站楼方向 | █ 示范区线往虹桥2号航站楼方向 | █ 示范区线往虹桥2号航站楼方向 |                              |
| 水乡客厅  | 0                             | -                             | 嘉善至西塘线                  | 上海市                        | 青浦区                        | 地下二层三岛式                |                              |
| 汾湖      | 8056                          | 8056                          |                               | 江苏省 苏州市                 | 吴江区                        | 高架二层双岛式                |                              |
| 苏州南    | 13355                         | 12499                         | 通苏嘉甬铁路                  | 江苏省 苏州市                 | 吴江区                        | 地下三层岛式                  |                              |
| 八坼      |                               |                               |                               | 江苏省 苏州市                 | 吴江区                        | 高架二层双岛式                |                              |
| ↓直通运行 | 如通苏湖城际铁路往长兴站方向  | 如通苏湖城际铁路往长兴站方向  | 如通苏湖城际铁路往长兴站方向  | 如通苏湖城际铁路往长兴站方向  | 如通苏湖城际铁路往长兴站方向  | 如通苏湖城际铁路往长兴站方向  | 如通苏湖城际铁路往长兴站方向 |

注：水乡客厅站与八坼站不属于水乡旅游线城际铁路工程。